# Diplostephium fernandez-alonsoi
Diplostephium fernandez-alonsoi là một loài thực vật có hoa trong họ Cúc. Loài này được S.Díaz mô tả khoa học đầu tiên năm 1997.